# Fragile (album de Julie Zenatti)
Pour les articles homonymes, voir Fragile.
Albums de Julie Zenatti
Dans les yeux d'un autre
(2002)
Singles
1. Le couloir de la vie (avec Passi)
Sortie : 15 juin 1999
2. Si je m'en sors
Sortie : 4 décembre  2000
3. Why
Sortie : 25 septembre 2001

Fragile est le premier album de la chanteuse Julie Zenatti sorti le 4 décembre 2000.
L'album s'écoule à 200 000 copies en 2000/2001. L'album est, notamment, écrit par Patrick Fiori et Luck Mervil.

## Liste des pistes
| 1.    | Why                               | 5:00 |
| 2.    | Si je m'en sors                   | 3:24 |
| 3.    | Tout s'en va                      | 3:42 |
| 4.    | La vérité m'attire                | 2:42 |
| 5.    | Ce qu'il me reste de toi          | 4:13 |
| 6.    | Eldorado                          | 4:29 |
| 7.    | Pour y croire encore              | 3:49 |
| 8.    | Entre nous                        | 4:29 |
| 9.    | Fragile                           | 4:20 |
| 10.   | Le couloir de la vie (feat Passi) | 4:11 |
| 11.   | Toutes les douleurs               | 4:13 |
| 12.   | Si je m'en sors (Remix)           | 3:33 |
| 13.   | La vérité m'attire (Acoustic)     | 6:13 |
| 54:18 |                                   |      |

Critique de l'album : 
« Forte d’une notoriété acquise avec la comédie musicale Notre-Dame de Paris, Julie Zenatti est fin prête pour se consacrer à une carrière solo qui s’annonce sous de beaux auspices avec le galop d’essai Fragile… Avec Fragile, Julie Zenatti s’annonce donc comme une interprète souple, capable d’embrasser plusieurs univers avec une apparente facilité, ce qu’elle s’emploiera à démontrer au cours de ses disques suivants. » (Loïc Picaud, Music Story, Chronique de Fragile.
Singles
- Si je m'en sors : 206 000 exemplaires vendus (Peak du single 12e en France)
- Why : 2 500 exemplaires vendus